# ジョン万次郎

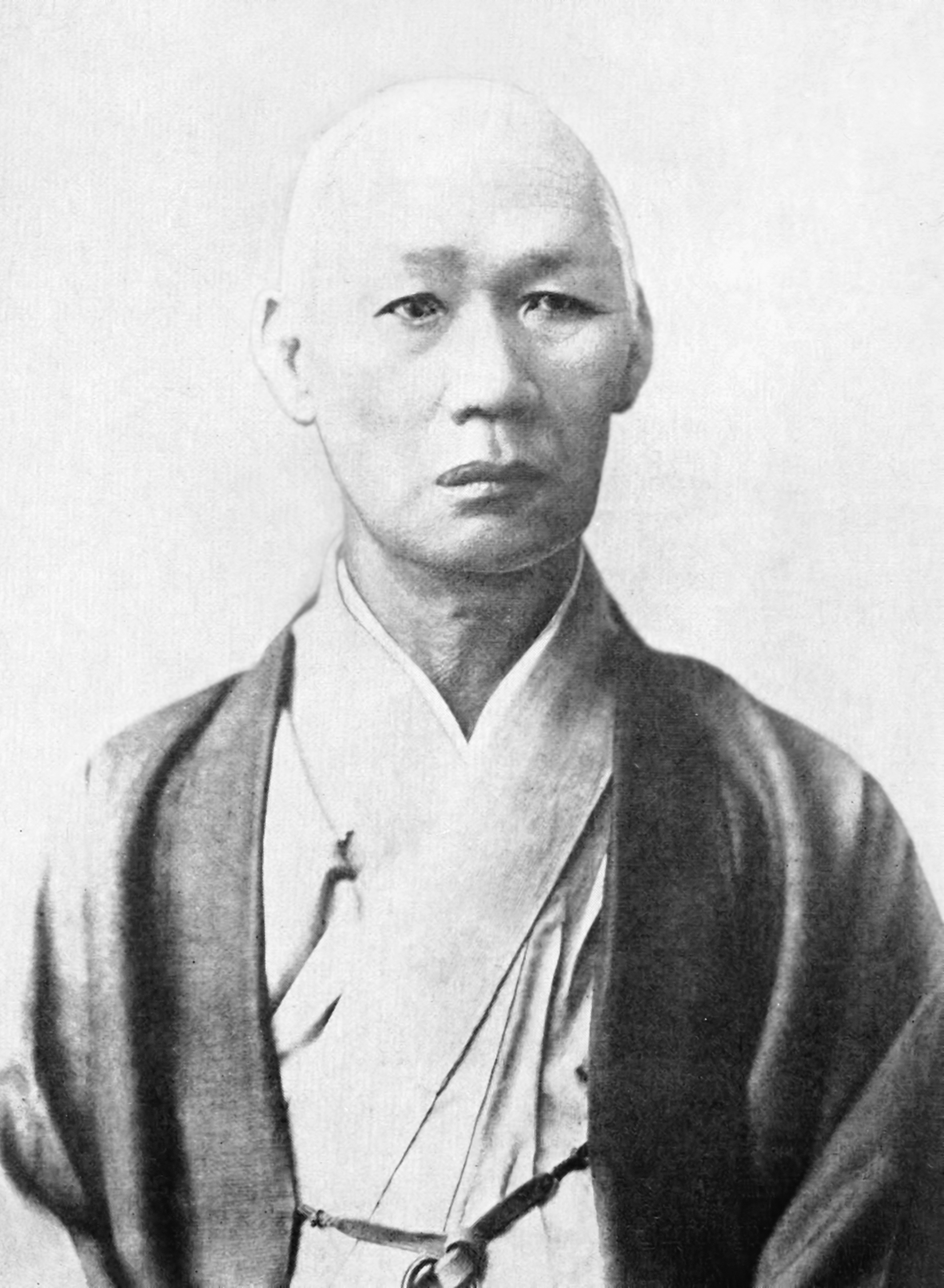
中浜万次郎／1880年（明治13年）頃の写真。

ジョン万次郎（ジョン まんじろう、旧字体：ジョン萬次󠄁郞、英語：John Manjirō、1827年1月27日〈文政10年1月1日〉 - 1898年〈明治31年〉11月12日）は、江戸時代末期（幕末）から明治にかけての日本の旗本・英語通訳・翻訳家・教育家である。アメリカ合衆国を訪れた最初の日本人の一人であり、日米和親条約の締結の際に通詞(通訳)候補として江戸に召喚。教授などでも活躍した。
アメリカ人からはジョン・マン（英語：John Mung）という愛称でも呼ばれた。帰国後は本名として中浜 万次郎（なかはま まんじろう、旧字体：中濱 萬次󠄁郞）を名乗った。なお、「ジョン万次郎」という呼称は、1938年（昭和13年）に第6回直木賞を受賞した『ジョン万次郎漂流記』（井伏鱒二）で用いられたことによって広まったもので、それ以前には使用されていない。

## 生涯

### 生い立ち

萬次郎と仲間達の群像／ジョン万次郎資料館がある施設「海の駅あしずり」（土佐清水市養老303）の駐車場に建立されている記念碑。1996年（平成8年）3月28日建立。怖ろしい波濤を背にしつつ生き延びようとする遭難中の万次郎少年（右端、像の先頭）と4名の漁師仲間を主題とした群像で、万次郎の顕彰と、未知の世界に踏み込む若者の可能性をテーマとしている。高知の銅像作家・濱田浩造の作。「萬次郎少年像」、漁師仲間の群像、波濤の3部構成になっており、波濤は鉄筋コンクリート構造、人物は銅像。

万次郎は、文政10年1月1日（新暦換算：1827年1月27日）、土佐国幡多郡中ノ浜村（なかのはまむら）（幕藩体制下の土佐高知藩知行中ノ浜村。現在の高知県土佐清水市中浜〈なかのはま〉）で半農半漁で暮らす貧しい漁師の家の次男として生まれた。父は悦介（えつすけ）、母は汐（しお）という。
万次郎が9歳のとき父が亡くなり、また、母と兄が病弱であったため、幼い頃から働いて家族を養った。寺子屋に通う余裕がなかったため、読み書きもほとんどできなかった。10歳の頃、中浜浦老役の今津太平宅に下働きに出た。重労働から脱走し、漁師になることを強く希望したため、母親の計らいで宇佐の筆之丞の元で漁師として働く事になったという。

### 漂流
天保12年1月5日（1841年1月27日）早朝の宇佐浦（現・土佐市宇佐町）、14歳になっていた万次郎は、足摺岬沖での鯵鯖漁に出航する漁船に炊係（炊事と雑事を行う係）として乗り込んだ。仲間の構成は、船頭の筆之丞（38歳。のちにハワイで「伝蔵」と改名）を筆頭に、筆之丞の弟で漁撈係の重助（25歳）、同じく筆之丞の弟で櫓係を務める五右衛門（16歳）と、もうひとりの櫓係の寅右衛門（26歳）、そして炊係の万次郎（14歳）であった。
ところが、万次郎達は足摺岬の南東15キロメートルほどの沖合で操業中、突然の強風に船ごと吹き流され、航行不能となって難破してしまう。5日半（資料によっては10日間）を漂流した後、伊豆諸島にある無人島の一つである鳥島に漂着し、この島でわずかな溜水と海藻や海鳥を口にしながら143日間を生き延びた。同年5月9日（1841年6月27日）、万次郎達は、船長ウィリアム・ホイットフィールド率いるアメリカ合衆国の捕鯨船ジョン・ハウランド号が食料として海亀を確保しようと島に立ち寄った際、乗組員によって発見され、救助された。
しかし、その頃の日本は鎖国していたため、この時点で故郷へ生還する術はなく、帰国の途に就いた捕鯨船に同乗したままアメリカへ向かわざるを得なかった。1841年11月20日、ハワイのホノルルに寄港した折、救助された5名のうち万次郎を除く4名は、宣教師で、ハワイ王国の顧問であったジェリット・ジュットの計らいで当地で下船している。寅右衛門はそのまま移住し、重助は5年後に病死、筆之丞（伝蔵）と五右衛門はのちに帰国を果たしている。

### 渡米
一方、ただひとり万次郎は捕鯨船員となって船に乗り続け、アメリカ本土を目指すことになった。これは、船長のホイットフィールドに頭の良さを気に入られたためでもあるが、何より本人が希望した処遇であった。航海中の万次郎は、生まれて初めて世界地図を目にし、世界における日本の小ささに驚いている。また、航海中、アメリカ人の乗組員からは、船名にちなんで「ジョン・マン (John Mung)」の愛称で呼ばれた。
1843年5月7日、ジョン・ハウランド号は捕鯨航海を終え、マサチューセッツ州ニューベッドフォードに帰港した。当時この地は同国における捕鯨の一大拠点であった。この航海でグアム、ギルバート諸島、モーレア島、ホーン岬などを経由している。アメリカ本土に渡った万次郎は、ニューベッドフォードの隣町で船長のホイットフィールドの故郷であるフェアヘーブンで、エバニーザー・エーキン宅にしばらく預けられた後、船長の養子のように一緒に暮らすことになる。
1843年（天保14年）にはオックスフォード・スクールでジェームズ・アレンから小学生に混じり英語を学んだ。船長が農場のスコンチカットネックに移った後、しばらく船長の叔母アメリアと住んでいたが、後に万次郎も移った。ここでスコンチカットネック・スクールに通い、1844年（弘化元年）にはフェアヘーブンのバートレット・アカデミーで英語・数学・測量・航海術・造船技術などを学ぶ。彼は寝る間を惜しんで熱心に勉強し、首席となった。この年、船長はウィリアム・アンド・エライザ号で捕鯨に出た。民主主義や男女平等など、日本人にとって新鮮な概念に触れる一方で、人種差別も経験した。

### 捕鯨生活と帰国

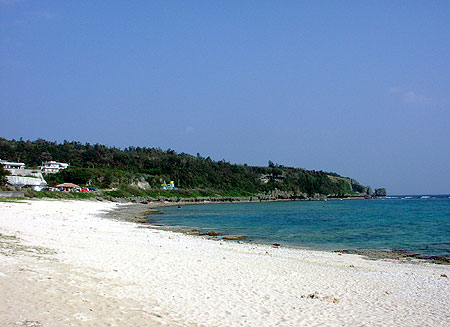
万次郎らが上陸した琉球の大度海岸（現在の沖縄県糸満市）

学校を卒業後は桶屋で働くなどしているが、ジョン・ハウランド号の船員だったアイラ・デービスが船長の捕鯨船フランクリン号にスチュワードとして乗る道を選ぶ。1846年5月16日にニューベッドフォードを出港。1846年（弘化3年）から数年間は近代捕鯨の捕鯨船員として生活していた。このとき、大西洋とインド洋を経由してホノルルに寄港しており、別れた漂流民と再会している。また、琉球の小島に上陸しているが、帰国は果たせなかった。
この航海でボストン、アゾレス諸島、カーボベルデ、喜望峰、アムステルダム島、ティモール島、スンダ海峡、ニューアイルランド島、ソロモン諸島、グアム、マニラ、父島、ホノルル、モーリシャスなどに行く。1849年9月、再びニューベッドフォードに戻り船長ウィリアム・ホイットフィールドと再会した後、帰国の資金を得るため、ゴールドラッシュに沸くサンフランシスコへスティグリッツ号で水夫として渡り、サクラメント川を蒸気船で遡上し、鉄道で山へ向かった。数か月間、金鉱にて金を採掘する職に就く。
そこで得た資金を持ってホノルルに渡り、土佐の漁師仲間と再会する。1850年12月17日、知己であった宣教師で新聞を発行していたサミュエル・C・デイモンの協力もあり、上海行きの商船サラ・ボイド号に伝蔵と五右衛門と共に乗り込み、購入した小舟「アドベンチャー号」も載せて日本へ向け出航した。
嘉永4年（1851年）、薩摩藩に服属していた琉球にアドベンチャー号で上陸を図り、翁長で牧志朝忠から英語で取り調べを受けたり、地元住民と交流した後に薩摩本土に送られた。海外から鎖国の日本へ帰国した万次郎達は、薩摩藩の取調べを受ける。薩摩藩では中浜一行を厚遇し、開明家で西洋文物に興味のあった藩主・島津斉彬は自ら万次郎に海外の情勢や文化などについて質問した。斉彬の命により、藩士や船大工らに洋式の造船術や航海術について教示した後、薩摩藩はその情報を元に和洋折衷船の越通船を建造した。斉彬は万次郎の英語・造船知識に注目し、後に薩摩藩の洋学校（開成所）の英語講師として招いている。
薩摩藩での取調べの後、万次郎らは長崎に送られ、江戸幕府の長崎奉行所などで長期間尋問を受ける。長崎奉行所で踏み絵によりキリシタンでないことを証明させられたが、慣例として残っているのみで、描かれた絵はほぼ解読不能に等しく、何かよくわからないまま踏んだという。加えて、外国から持ち帰った文物を没収された後、土佐藩から迎えに来た役人に引き取られ、土佐に向った。高知城下において吉田東洋らにより藩の取り調べを受け、その際に中浜を同居させて聞き取りに当たった河田小龍は万次郎の話を記録し、後に『漂巽紀略』（ひょうそんきりゃく）を記した。約2か月後、帰郷が許され、帰国から約1年半後の嘉永5年（1852年）、漂流から11年目にして故郷に帰り、母と再会することができた。

### 帰国後の活躍

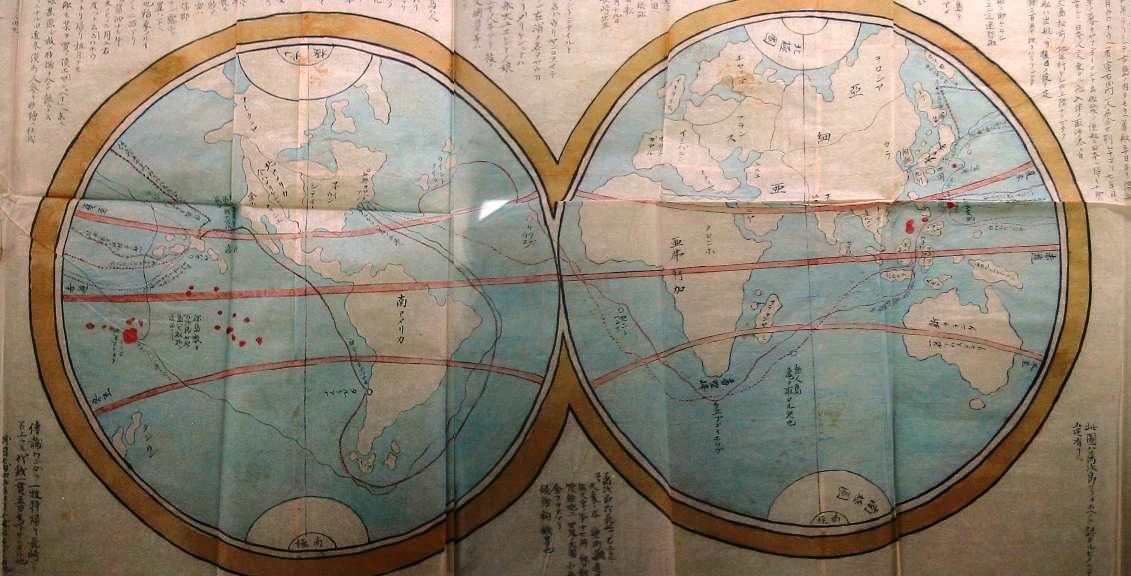
中浜万次郎の航海（1850年)。

帰郷後すぐに、万次郎は土佐藩の士分に取り立てられ、藩校「教授館」の教授に任命された。この際、後藤象二郎、岩崎弥太郎などを教えている。
嘉永6年（1853年）7月8日にペリーが江戸に来航し、7月17日に江戸を後にしたが、来春の黒船来航への対応を迫られた幕府はアメリカの知識を必要としていたことから、7月25日に万次郎は幕府に召聘されて江戸へ行き（8月30日着）、直参の旗本の身分を与えられた。その際、生まれ故郷の地名を取って「中濱」の苗字が授けられた。万次郎は江川英龍の配下となり、幕府直参の御普請役として待機し、江川は長崎で没収された万次郎の持ち物を返還させた。勘定奉行川路聖謨からアメリカの情報を聞かれ、糾問書にまとめられている。
安政元年（1854年）、幕府剣道指南・団野源之進の娘・鉄と結婚。
1856年軍艦教授所教授に任命され、造船の指揮、測量術、航海術の指導に当たり、同時に、英会話書『英米対話捷径』の執筆、『ボーディッチ航海術書』の翻訳、講演、通訳、英語の教授、船の買付など精力的に働く。この頃、大鳥圭介、箕作麟祥などが万次郎から英語を学んでいる。
藩校「教授館」の教授に任命されるが、役職を離れた。理由の1つには、中浜がアメリカ人と交友することをいぶかしがる者が多かったことも挙げられる。また当時、英語をまともに話せるのは中浜万次郎1人だったため、マシュー・ペリーとの交渉の通訳に適任とされたが、老中の阿部正弘が中浜の米国帰還を懸念し、海防参与を務めていた水戸藩主の徳川斉昭もスパイ疑惑を持ち出し、オランダ語を介しての通訳の立場を失うことを恐れた蘭語通詞たちの反対もあって、結局はペリーの通訳の役目からは外された。なお、ペリー没後から29年目に、お雇い外国人だったウィリアム・グリフィスが『ペリー伝』を執筆し、中浜が「日米和親条約の平和的締結に向け、陰ながら助言や進言をし尽力した」と記述したが確証がなく、グリフィスの空想とされる。
万次郎は幕府が建造した西洋式帆船の君沢形を、西洋式の航海実習も兼ねて捕鯨に使用することを提案し、中浜万次郎が指揮する「君沢形一番」（同型艦は10隻）は安政6年3月（1859年4月）に品川沖を出港し小笠原諸島へと向かったが、暴風雨により船は損傷し、航海は中止となった。
万延元年（1860年）、日米修好通商条約の批准書を交換するための遣米使節団の1人として、咸臨丸に乗りアメリカに渡る。船長の勝海舟が船酔いがひどくてまともな指揮を執れなかったため、万次郎は代わってジョン・ブルックとともに船内の秩序保持に努めた（彼はアメリカ人との交友を日本人船員に訝しがられることを恐れ、付き合い方には注意していたとされる）。サンフランシスコに到着後、使節の通訳として活躍。帰路ホノルルではサミュエル・C・デイモンと再会した。帰国時に同行の福澤諭吉と共にウェブスターの英語辞書を購入し持ち帰る。
文久元年（1861年）には外国奉行・水野忠徳に同行し、小笠原諸島などの開拓調査を咸臨丸を含む四隻の艦隊で行った。中浜が小笠原付近に知識があり、当時小笠原に住んでいたアメリカ人やイギリス人との面識もあり、通訳もできるために選ばれた。ここでアメリカ人開拓者ナサニエル・セイヴァリーと再会している。後には君沢一番丸というスクーネル船で小笠原諸島近海でアメリカ式捕鯨を実験的に行った。
文久2年（1862年）、豪商平野廉蔵の出資で買い取った外国船「壹番丸」で捕鯨を行う許可を幕府に提出し、出船を命じられる。翌年には父島在住の外国人6名を雇い、同船で小笠原諸島近海にて捕鯨を行い、鯨2頭を捕獲している。しかし、ここで先の外国人が逮捕されるホーツン事件が起こる（初めて外国人を逮捕した日本人になる）。江戸に帰航した後、再度捕鯨航海を企図するも政情不安のために幕府の許可が下りず、翻訳をしたり細川潤次郎などの士民に英語の教示を行ったりしている。
1864年から鹿児島赴任になり、薩摩藩の開成所の教授になる。また、1865年に長崎で薩摩藩が船舶5隻購入し、その交渉を行なっている。
慶応2年（1866年）、土佐藩の開成館設立にあたり、教授となって英語、航海術、測量術などを教える。また、藩命により後藤象二郎と長崎・上海へ赴き土佐帆船「夕顔丸」などを購入。
慶応3年（1867年）、薩摩藩の招きを受けて鹿児島に赴き、航海術や英語を教授したが、同年12月には武力倒幕の機運が高まる中、江戸に戻った。

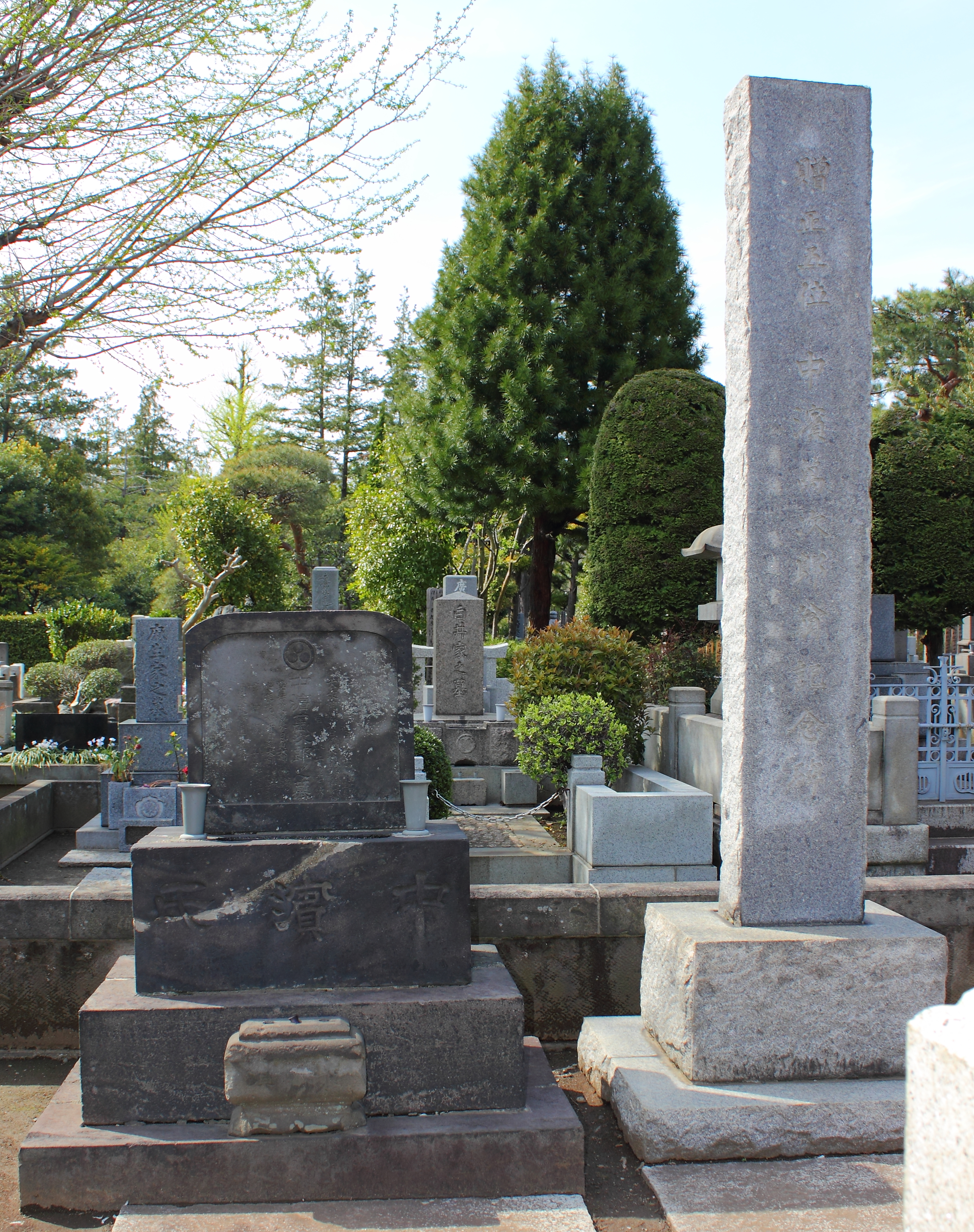
雑司ヶ谷霊園の墓

明治維新後の明治2年（1869年）、明治政府により開成学校（現・東京大学）の英語教授に任命される。
明治3年（1870年）、普仏戦争視察団として大山巌らと共に欧州へ派遣される。アメリカ経由で行く。8月28日に米外輪船グレート・リパブリック号で横浜発、9月23日にサンフランシスコ着、鉄道を利用して10月28日にニューヨークに行き、ここでフェアヘーブンにより、アメリカで恩人のホイットフィールドと再会した。また身に着けていた日本刀を贈った（この刀は後にアメリカの図書館に寄贈され、第二次世界大戦の最中にあっても展示されていたが、後に何者かに盗まれ行方不明になり、現在はレプリカが展示されている）。 11月にロンドンに着くが、発病のため英蒸気船ダグラス号でスエズ運河を通り東回りで帰国。
帰国後に軽い脳溢血を起こし、数か月後には日常生活に不自由しないほどに回復するが、以後は静かに暮らす。時の政治家たちとも親交を深め、政治家になるよう誘われたが、教育者としての道を選んだ。万次郎の雑記の断片から、老後（1888年）にも小笠原諸島近海で航海を行なっていた可能性がある。
明治31年（1898年）、71歳で死去。現在は雑司ヶ谷霊園に葬られており、墓石は東京大空襲で傷ついている。
昭和3年（1928年）、正五位を追贈された。

## 社会的影響
- 嘉永5年（1852年）、土佐藩の絵師・河田小龍（川田維鶴）により漂流記『漂巽紀略（ひょうそんきりゃく）』がまとめられた。
- 坂本龍馬も中浜万次郎から聞いた世界観に影響を受けたと言われ、激動の幕末における影の重要人物である。
- アメリカの様々な文物を紹介し、西洋知識を貪欲に吸収しようとしていた幕末の志士や知識人達に多大な影響を与えた。

## 人物
- おごることなく謙虚で、晩年は貧しい人には積極的に施しを行い、役人に咎められても続けていたという。
- 甘いものや、うなぎの蒲焼が好物だったという逸話が残っている。
- 外国の文物を説明する際、鉄道など言葉に置き換えて説明することが難しいものは絵を描いて図解を試みたものの、絵が不得意で幼児並の絵を描くことしかできず、ずいぶん苦労したようである。
- アメリカ人について、背が高く、力量強く、智巧であって気性は豪邁の者が多いが、相撲などは敏捷でなく、2〜3人ずつ投げ飛ばした事があると語っている[16]。
- 刺客に襲われる可能性があったため、常にピストルと仕込み杖を持っていたとされる[17]。
- 画家の高橋由一が無名の頃に、彼の救助金を募ったとされる[18]。

### 日本初
- 『ABCの歌』を日本に初めて紹介した。
- 日本で初めてネクタイをしたともいわれる。
- 初めて鉄道・蒸気船に乗った日本人でもある。
- 日本人で初めてアメリカの学校に正式に通った。
- 日本人で初めて近代式捕鯨に携わった。
- 日本人で初めてアメリカのゴールドラッシュといわれる金の採掘に携わった。
- 『亜美理加 合衆国航海学書（英語版）(Bowditch's American Practical Navigator)』を和訳している。
- 日本人で初めて地球を2周した人物だと思われる（ホノルルを起点に2周していると言える）。日本人としては津太夫の次に地球を1周したと思われる（万延元年遣米使節よりも早い）。
- ホーツン事件で、初めて外国人を逮捕した日本人になったと思われる[19]。

### アメリカとの交流
- 日本にいる中浜万次郎の子孫は、アメリカのホイットフィールド船長の子孫と代々交流を続けている。
- 出身地の土佐清水市はアメリカでの滞在先となったニューベッドフォード、フェアヘーブンの両市と姉妹都市盟約を締結し、現在も街ぐるみでの交流が続けられている。
- フランクリン・ルーズベルトの祖父のワラン・デラノ（英語版）がジョン・ハウランド号の所有者の一人で、また万次郎がアメリカ滞在時にはデラノ家（英語版）と近所付き合いがあり、これに因んで万次郎の子供中濱東一郎に大統領から、1933年に手紙が送られている[20]。
- 1918年7月4日、駐米大使石井菊次郎を介して息子中濱東一郎がフェアヘーブンに太刀を贈呈し、献刀式が行われた。フェアヘーブンのミリセント図書館（英語版）に保管されていたが盗難にあい、シートンホール大学の菊岡正教授の尽力で別の刀が贈られた[21][22]。

### ジョン万次郎と英語
- ジョン万次郎は、英語を覚えた際に耳で聞こえた発音をそのまま発音しており、現在の英語の発音辞書で教えているものとは大きく異なっている[23]。中浜万次郎が後に記述した英語辞典の発音法の一例を挙げると、「こーる」＝「cool」・「わた」＝「water」・「さんれぃ」＝「Sunday」・「にゅうよぅ」＝「New York」など[注釈 3]。実際に現在の英米人に中浜万次郎の発音通りに話すと、多少早口の英語に聞こえるが、正しい発音に近似しており十分意味が通じるという実験結果もあり、万次郎の記した英語辞書の発音法を参考に、日本人にも発音しやすい英語として教えている英会話教室もある。
- 武士階級ではなく漁民であり、少年期に漢文などの基本的な学識を身に付ける機会を得ずに米国に渡ったため、口語の通訳としては有能だったが、文章化された英語を日本語（文語）に訳することが不得手だったとされる。そのため西洋の体系的知識を日本に移入することが求められた明治以降は能力を発揮する機会に恵まれなかった。
- 晩年にアメリカ時代の友人が訪ねてきたが、すでに英語が話せなくなっていたといわれる。

## 家族
- 父・悦助（1836年没）
- 母・汐（1879年没）
- 妻・鉄 - 剣術師範・団野源之進の次女。3児を儲けたが、24歳で病死。[24]。
  - 長男・ 中濱東一郎 - 医師。
    - 孫・ 中濱絲子 - 高山正雄の妻。与謝野鉄幹の門下生。「白藤の君」と謳われ、晶子と同時期に『明星』などで活躍した歌人。
    - 孫・綾子 - 小寺謙吉弟・又吉の妻
    - 孫・清 - 王子製紙社員、岳父に函館の素封家石館友作。
    - 孫・中浜博
      - 曾孫・中浜京「土佐ジョン万会」名誉顧問。著書に『ジョン万次郎―日米両国の友好の原点』

    - 孫・絹子 - 渡辺福三郎三男・富三郞の妻
- 妻・琴 - 医師・樋口立卓の妹。東一郎を引き取り育てたほか、2児を儲けたが離婚。[24]
  - 二男・中浜西次郞（1864年生） - 建築家。帝国大学工科大学造家学科でジョサイア・コンドルに学び、日本土木会社入社。
  - 三男・中浜慶三郞（1867年生） - 海軍主計大佐。岳父に長谷川謹介。[25]
- 妻・重 - 志げ、繁子とも。2児を儲けたが四男は早世。
  - 五男・中浜秀俊
    - 孫・沼口忠好 - 沼口家に養子
    - 曾孫・野武重忠（1941年生） - 母方の実家野武家を相続。トロンボーン奏者、早稲田京福語学院校長。東京芸大器楽科卒。[26][27]

## ジョン万次郎の生家

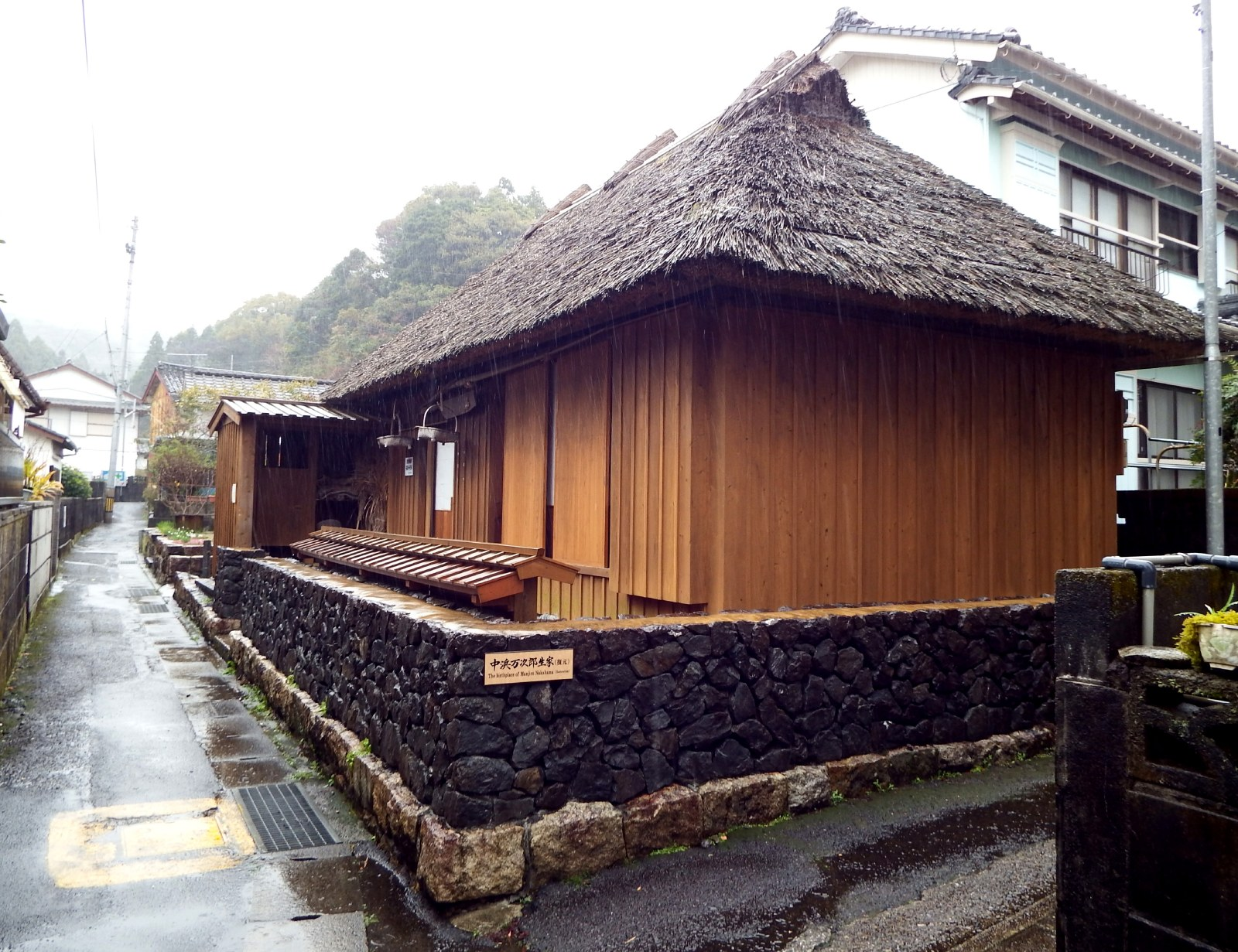
ジョン万次郎生家

平成22年10月31日、茅葺木造平屋建ての生家が復元された。入場無料、年中無休、午前8時から午後5時まで。
- 所在地：高知県土佐清水市中浜北緯32度45分33.76秒 東経132度57分52.49秒

## 著書
- 『英米対話捷径』 - 日本最初の本格的英会話教本とされ、全213の日常会話対訳を掲載。1859年刊。
- 『漂巽紀畧　全現代語訳』 講談社学術文庫、2018年
  - ジョン万次郎述、河田小龍筆記／谷村鯛夢訳、北代淳二監修

## 伝記・関連作品

### 伝記
子孫が3代に渡って同じ出版社から伝記を出しているが、4代目は別の出版社から出した。
- 中浜明『中浜万次郎の生涯』冨山房、1970年12月。ISBN 4-57-200404-8。
  - 中浜明『中浜万次郎の生涯』（新版）冨山房企畫/冨山房インターナショナル、2024年6月24日。ISBN 978-4-86600-124-1。
- 中濱博『中濱万次郎-「アメリカ」を初めて伝えた日本人-』冨山房インターナショナル、2005年。ISBN 4-90-238508-2。
- 中濱武彦『ファースト・ジャパニーズ ジョン万次郎』講談社、2007年9月。ISBN 978-4-06-214177-2。
- 中濱武彦『ネバー・ギブアップ　ジョン万次郎』KKロングセラーズ〈ロング新書〉、2018年5月。ISBN 978-4-8454-5062-6。
- 中濱東一郎 著、中濱東一郎 編『中濱萬次郎傳』冨山房、1936年。
- 石井研堂『中浜万次郎』博文館「少年読本シリーズ第23巻」 1900年
- マーギー・プロイス 『ジョン万次郎 海を渡ったサムライ魂』金原瑞人訳、集英社文庫。児童文学
- Rhoda Blumberg（英語版）(2001),  Shipwrecked! The True Adventures of a Japanese boy,New York: HarperCollins.

### 小説
- 井伏鱒二『さざなみ軍記・ジョン万次郎漂流記』新潮文庫、1986年9月、ISBN 978-4-10-103407-2
- 有明夏夫『誇るべき物語—小説・ジョン万次郎』小学館、1993年1月 ISBN 4-09-387093-4
- 宮永孝『ジョン・マンと呼ばれた男—漂流民中浜万次郎の生涯』集英社、1994年1月 ISBN 4-08-781092-5
- 津本陽『椿と花水木—万次郎の生涯』新潮社〈新潮文庫〉、1996年7月 （上） ISBN 4-10-128007-X / （下） ISBN 4-10-128008-8　注：アメリカ時代の妻として登場する“キャサリン”は筆者の創作による架空の女性。
- 山本一力 『ジョン・マン』講談社文庫
- 童門冬二 『ジョン万次郎』 人物文庫

### 舞台
- ジョン万次郎の夢（劇団四季） - 初演は1974年6月
- ジョンマイラブ-ジョン万次郎と鉄の7年-(坊っちゃん劇場第16弾作品)-2021年9月2日～2023年3月12日まで上演。

### 楽曲
- ああ万次郎 - 村田英雄
- 足摺岬 - 鳥羽一郎

### 漫画
- お〜い!竜馬 - 主人公で幼少の坂本竜馬と幼少の頃にあっていたという設定。NHK総合テレビでテレビアニメ化された際には、荒川太郎が声優を担当した。
- 風雲児たち
- 猛き黄金の国
- 無限の住人 -　作品の主題ではないものの、最終回でジョン万次郎と深い関わりがあることが明かされる。
- 片喰と黄金

### テレビドラマ
- 『竜馬がゆく』（1965年・毎日放送ドラマ、演：アイ・ジョージ）
- 『竜馬がゆく』（1968年・NHK大河ドラマ、演：井川比佐志）
- 『幕末青春グラフィティ 福沢諭吉』（1985年・TBSスペシャルドラマ、演：平田満）
- 『必殺仕事人ワイド 大老殺し 下田港の殺し技珍プレー好プレー』（1987年、朝日放送、演：江夏豊）
- 『翔ぶが如く』（1990年・NHK大河ドラマ、演：中西良太）
- 『勝海舟』（1990年・日本テレビ年末時代劇スペシャル、演：篠塚勝）
- 『竜馬がゆく』（1997年・TBSスペシャルドラマ、演：大滝秀治）
- 『竜馬がゆく』（2004年・テレビ東京新春ワイド時代劇、演：中村梅雀）
- 『篤姫』（2008年・NHK大河ドラマ、演：勝地涼）
- 『龍馬伝』（2010年・NHK大河ドラマ、演：トータス松本）
- 『西郷どん』（2018年・NHK大河ドラマ、演：劇団ひとり）
- 『らんまん』（2023年・NHK連続テレビ小説、演：宇崎竜童）

### ブロードウェイミュージカル
- 『太平洋序曲』（Pacific Overtures、1976年ブロードウェイウィンターガーデン劇場初演、演：サブ・シモノ）

### 歴史情報番組
- 『歴史秘話ヒストリア』（2013年・11月6日放送）